# Imielno (Święty Krzyż)
Imielno is een dorp in het Poolse woiwodschap Święty Krzyż, in het district Jędrzejowski. De plaats maakt deel uit van de gemeente Imielno en telt 300 inwoners.